# Sankt Botvids väg

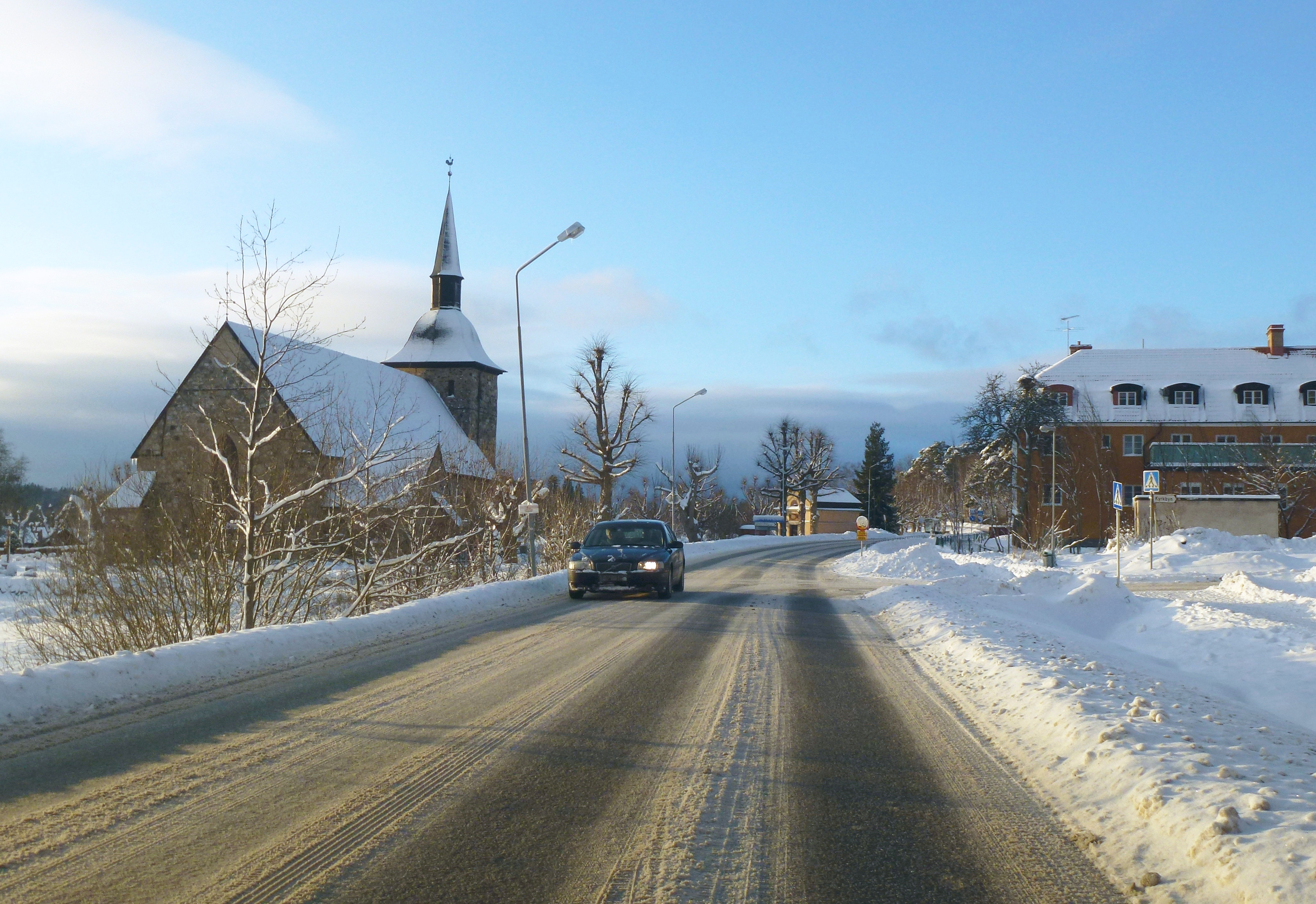
Sankt Botvids väg vid Botkyrka kyrka, vy västerut, december 2012.

Sankt Botvids väg (officiellt S:t Botvids väg) är en gata och en del av länsvägen AB 584 i stadsdelen Norsborg i Botkyrka kommun, Stockholms län. Sankt Botvids väg sträcker sig från trafikplats Hallunda (E4/E20) huvudsakligen norr om sjön Aspen fram till kommungränsen med Salem. Ungefär vid avtagsvägen till Lindhovs gård övergår den i Bergaholmsvägen. Vägen är cirka fem kilometer lång och ingår i Riksintresset för kulturmiljövården Bornsjön.

## Forntid
Talrika fornlämningar längs vägen tyder på att här har funnits en vägförbindelse redan på forntiden och en bebyggelsekontinuitet tillbaka till äldre järnåldern. En järnåldersboplats hittades på odlingsmarken väster om nuvarande Botkyrka kyrkas kyrkogård, direkt söder om Sankt Botvids väg. Lite längre västerut, i sluttningen mot Eriksbergsåsen, finns ett större gravfält. Söder därom ligger lämningar efter flera mindre boplatser och mellan Hammarby prästgård och vägen finns ytterligare ett gravfält. Strax norr om tätorten Fiskarhagen där Sankt Botvids väg passerar det smala sundet mellan Bornsjön och Aspen finns rester efter en grävd kanal som numera är ett torrlagt dike.

## Historik
Sankt Bodvids väg är en färdväg med mycket gamla anor. Namnet härrör från den helige Sankt Botvid som gav namn åt kyrkan, socknen och kommunen. Enligt sägen fördes Botvids kvarlevor 1129 i en procession på just denna väg till den då nybyggda kyrkan. Den blev både pilgrimsled och färdväg, sedermera kallad Göta landsväg. Under medeltiden och tidigare var det den enda resvägen på land till och från Stockholm söderifrån. Göta landsväg var viktig vid lokaliseringen av Botkyrka kyrka och bidrog till kyrkans position som huvudkyrka med tillhörande sockencentrum och kyrkby, såväl för Botkyrka socken som för Södertörn.
Som framgår av en karta från 1818 gick vägsträckan, som idag motsvarar Sankt Botvids väg, huvudsakligen genom Hammarby prästgårds ängs- och åkermarker och norr om sjön Aspen. Innan nuvarande Södertäljevägen, motorvägen E4/E20, anlades på 1950-talet var detta en del av Sveriges Riksväg 1.

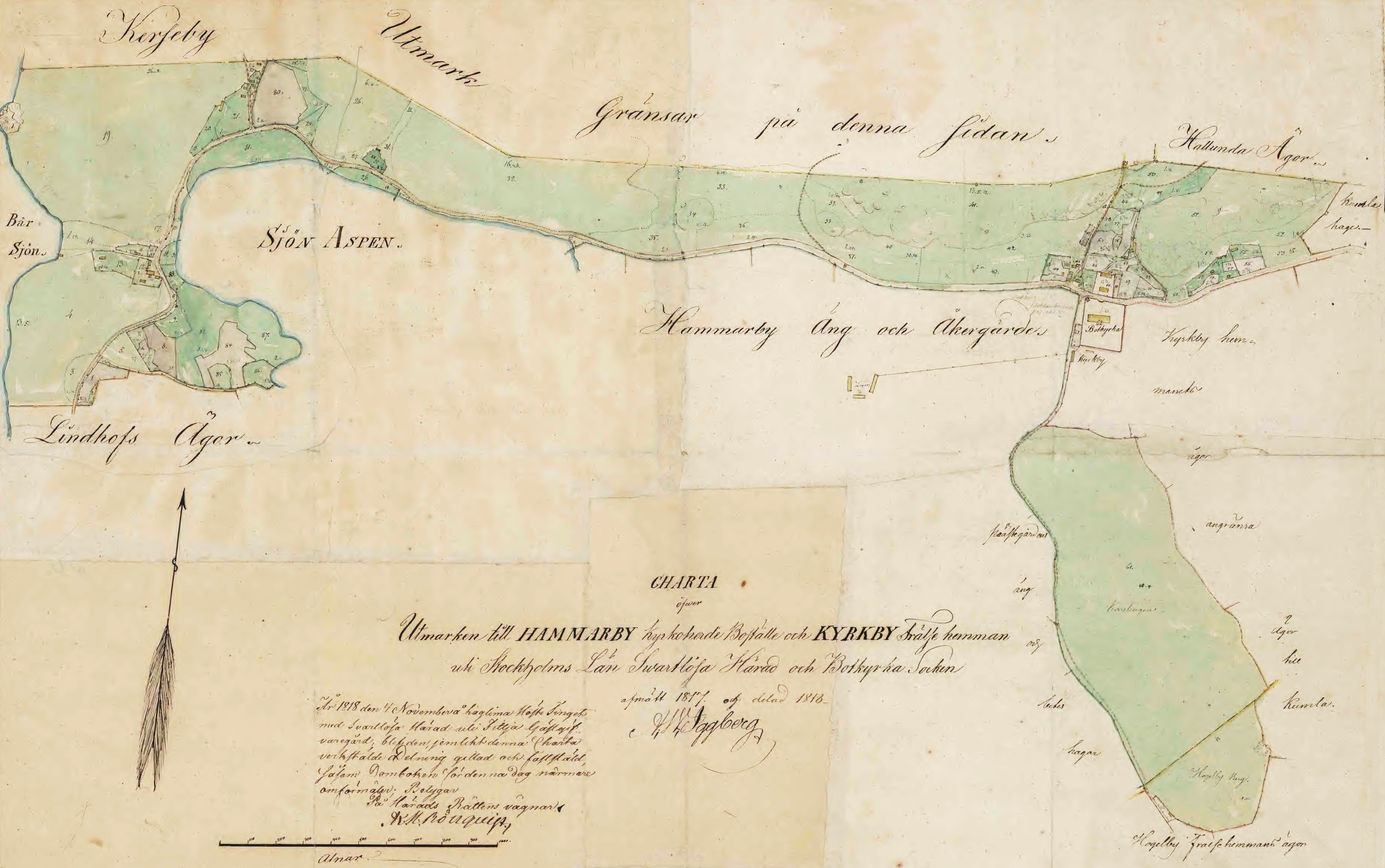
Vägen på en karta över utmarken till Hammarby kyrkoherde bostället, 1817–1818.

## Byggnader och områden längs vägen

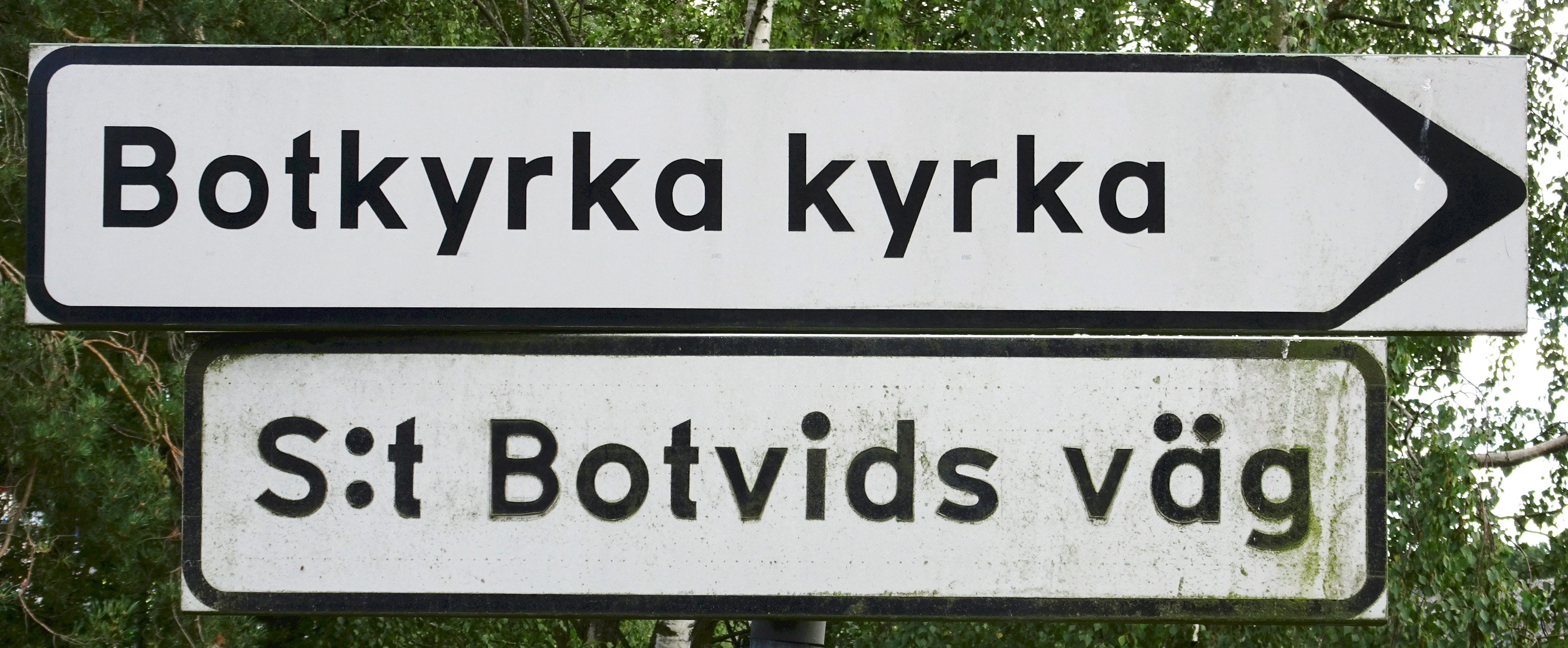
"S:t Botvids väg"

Från trafikplats Hallunda västerut.

- Botkyrka kyrkskola
- Liljencrantzska gravkoret
- Botkyrka kyrka
- Botkyrkamonumentet
- Botkyrka fattighus
- Klockargården
- Eriksbergs bostadsområde
- Eriksbergsåsen
- Hammarby prästgård
- Aspen
- Prästviken
- Vällingevägen
- Fiskarhagen
- Männö udd
- Bergaholmsvägen

## Bilder

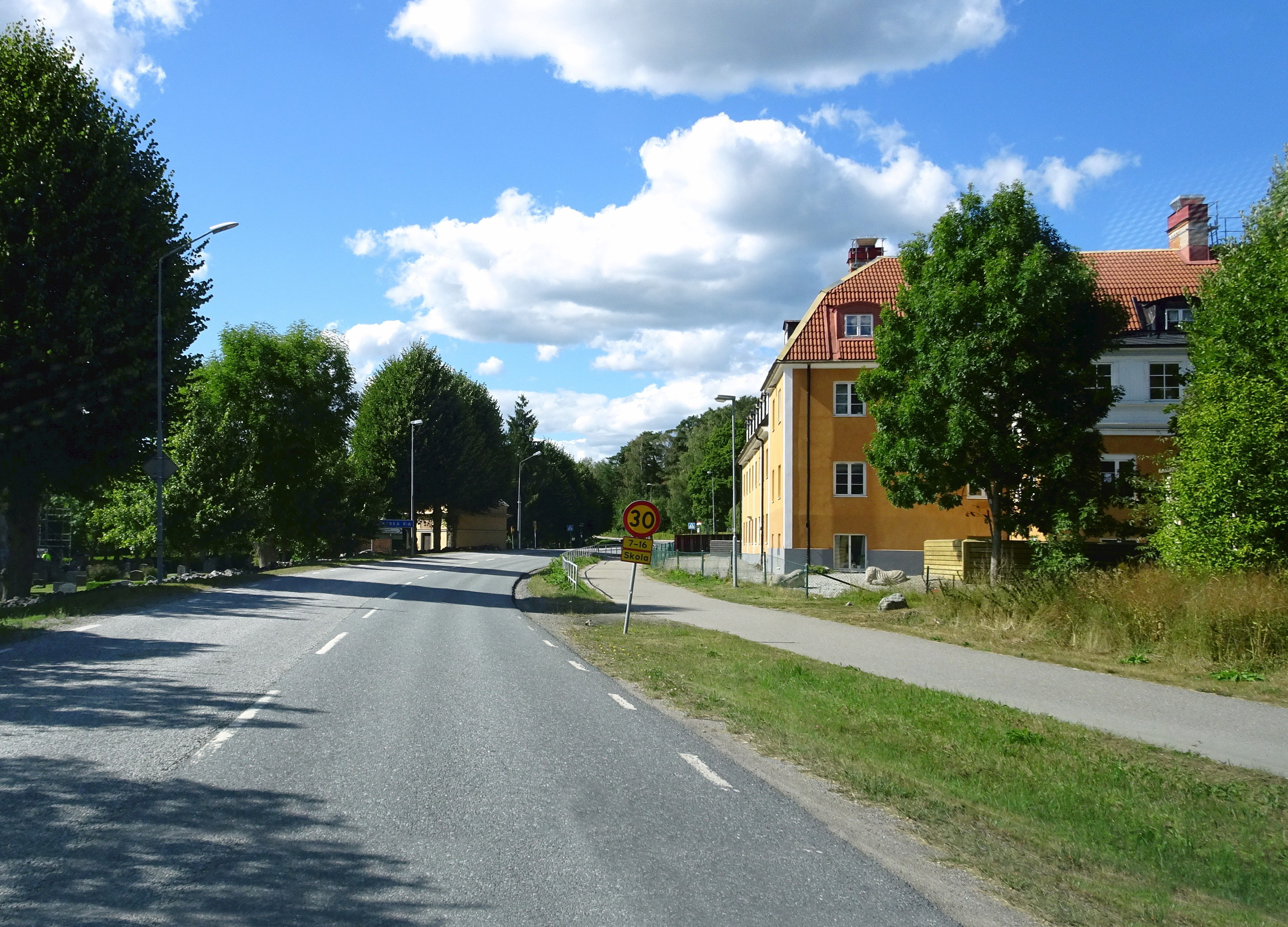
Vy västerut med Botkyrka fattighus till höger.
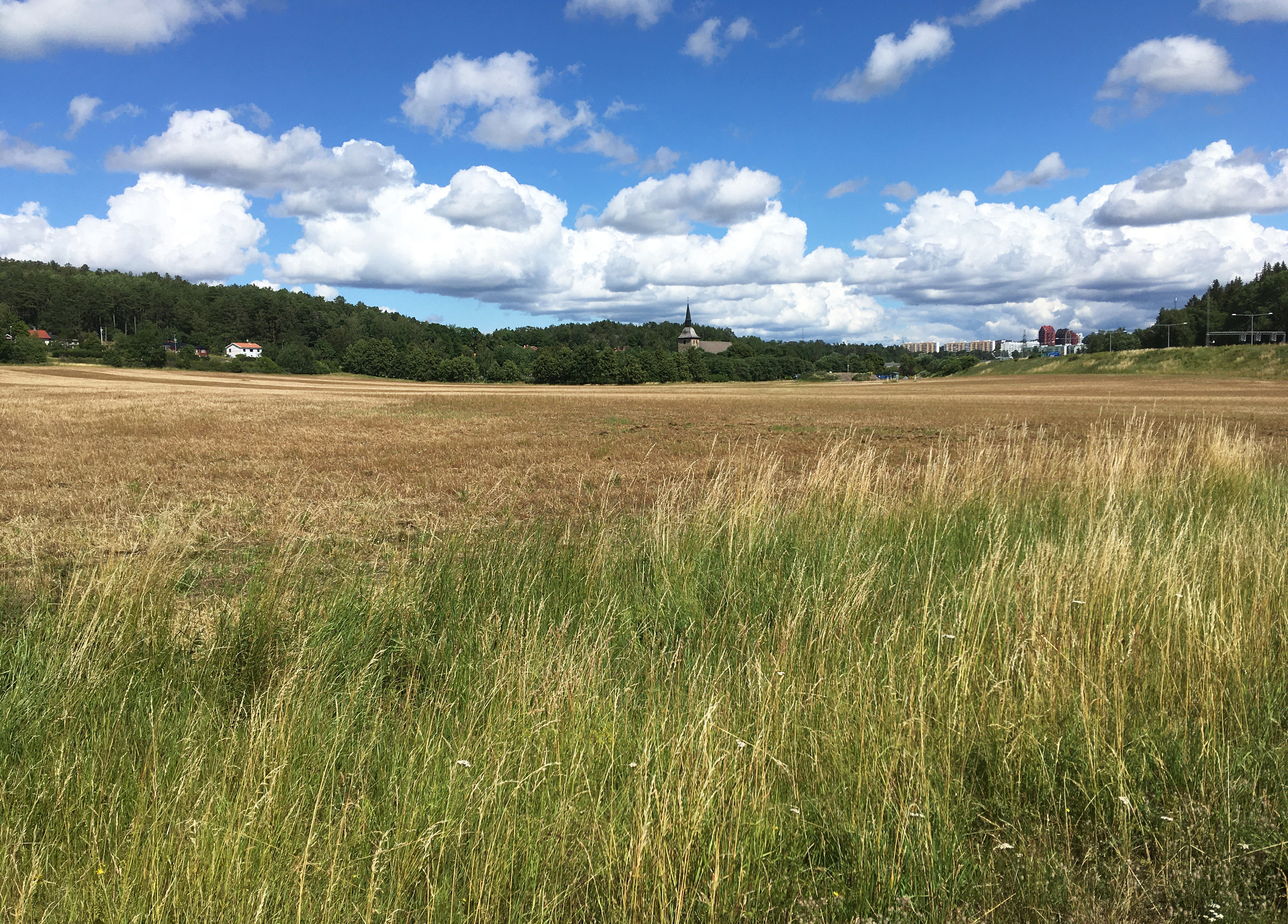
Vy mot nordost, odlingslandskapet med Botkyrka kyrka och Sankt Botvids väg i fonden.
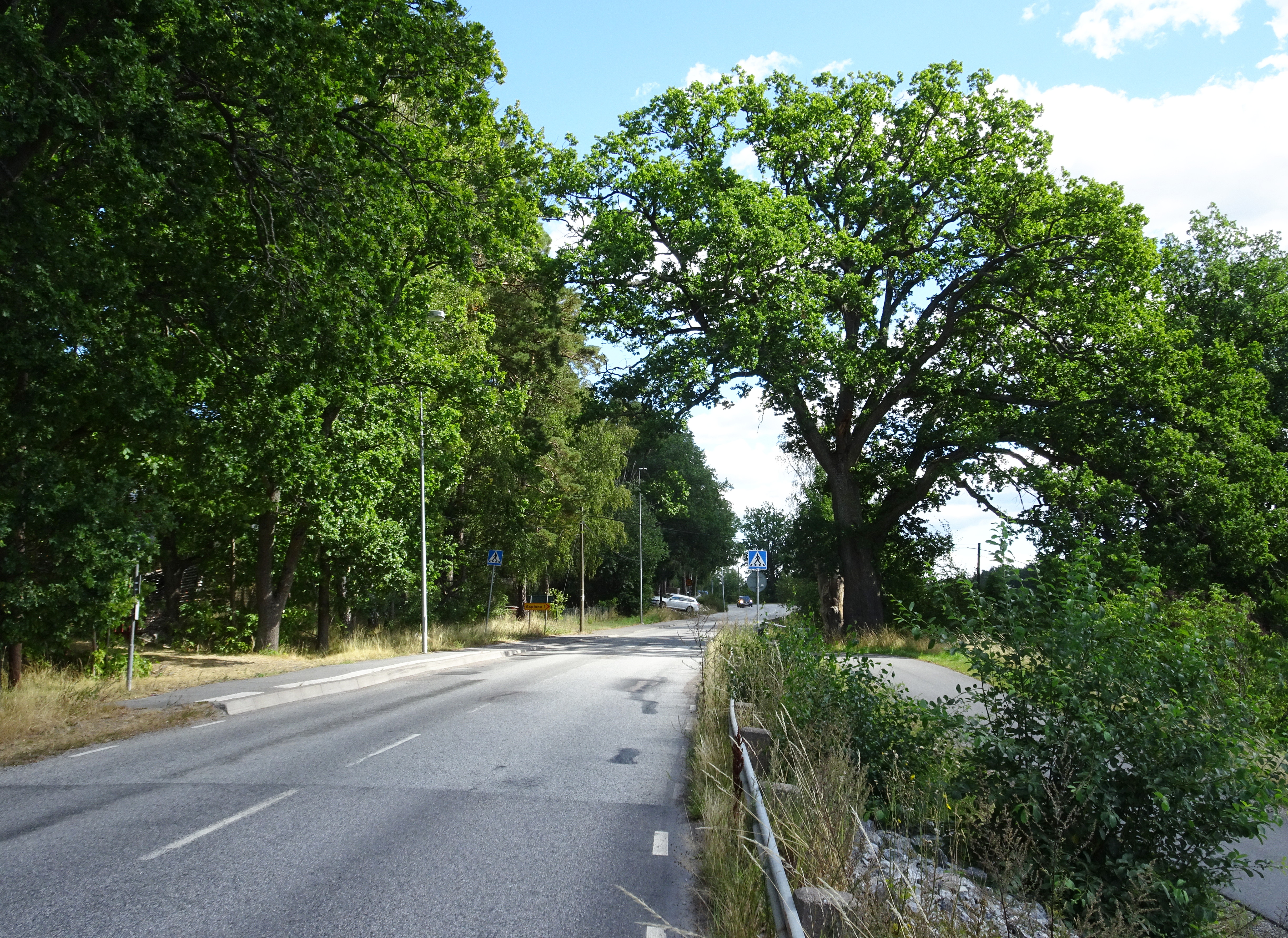
Vy österut vid avtagsvägen till Hammarby prästgård.
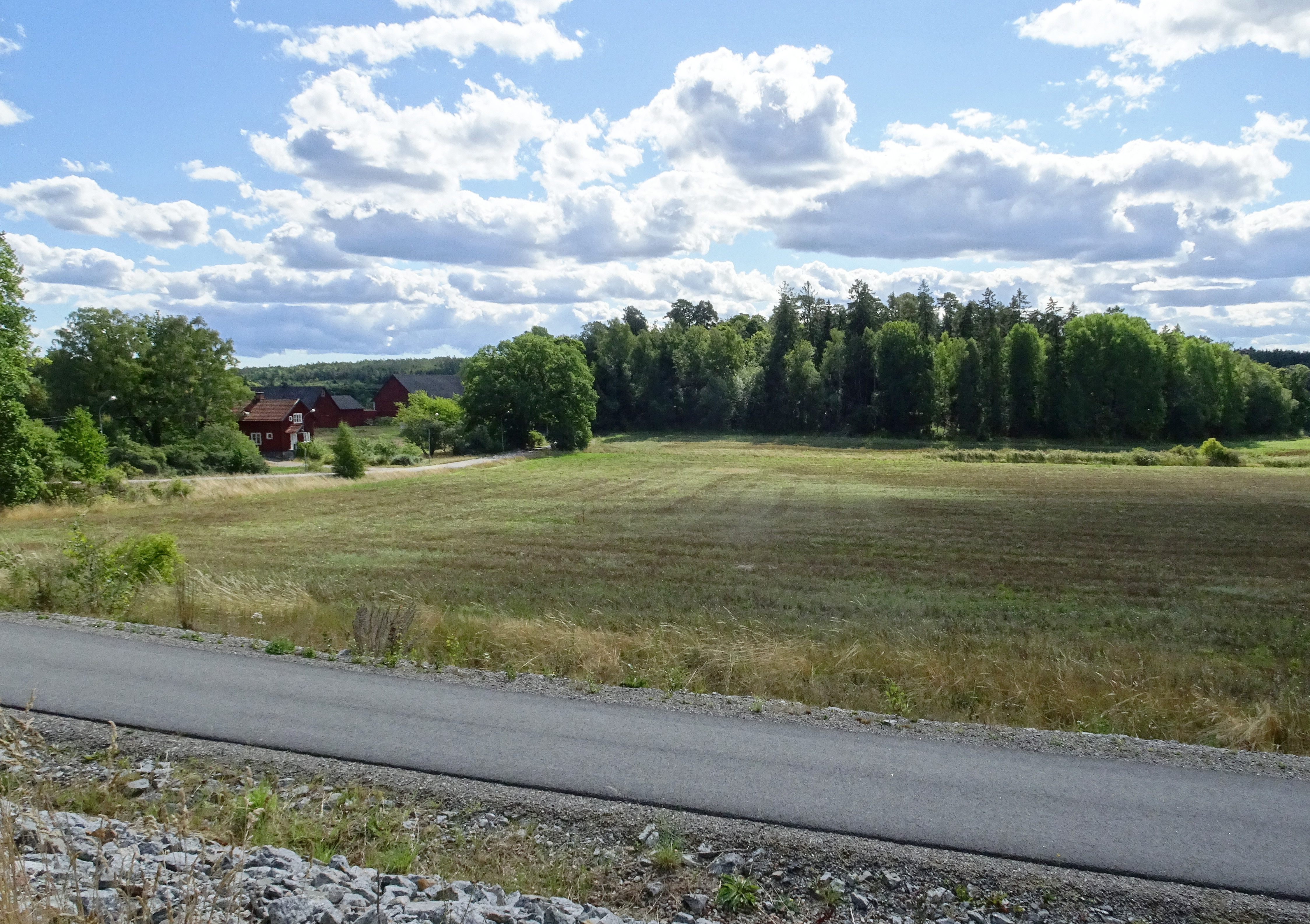
Vy söderut, odlingslandskapet vid Hammarby prästgård.
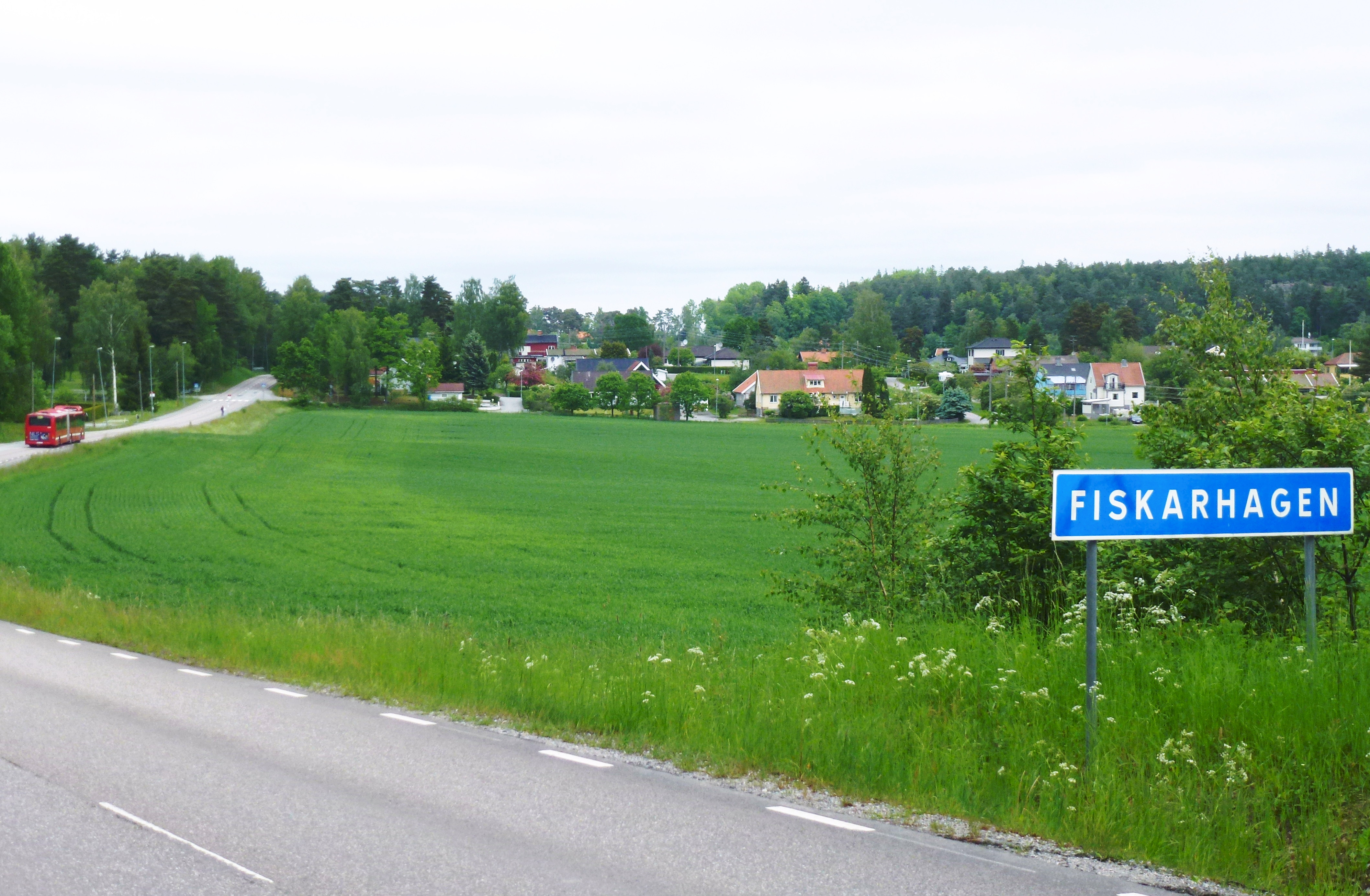
Vy norrut vid Fiskarhagen.